# Pinkalicious & Peterrific
Pinkalicious & Peterrific ist eine irisch-amerikanische Fernsehserie. Die Erstausstrahlung erfolgte ab dem 19. Februar 2018 auf PBS. Sie basiert auf den Kinderbüchern von Victoria Kann und Elizabeth Kann.

## Handlung
Die Serie richtet sich Kinder im Vorschulalter zwischen drei und fünf Jahren und soll sie ermutigen, sich mit Kunst und Kreativität auseinanderzusetzen. Die Geschichten folgen Pinkalicious und ihrem Bruder Peter, die ihre Welt durch ihr kunstvolles Auge betrachten und dabei Musik, Bildende Kunst und Tanz erkunden. Jede Episode besteht aus zwei 11-minütigen Geschichten und Live-Action-Kurzfilmen.

## Produktion und Veröffentlichung
Die Serie entstand beim Belfaster Studio Sixteen South, Produktionsunternehmen ist WGBH Boston. Die Produktion leitete Jennie Lupinacci und Regie führte vorrangig Jamie Teehan. Die Musik wurde komponiert von Mark Gordon, Richard Hill und Fiona O’Kane. Die künstlerische Leitung lag bei Claire Duffy.
Die erste Staffel mit insgesamt 40 Folgen wurde zwischen dem 20. Februar 2018 und dem 5. Dezember 2019 in unregelmäßigen Abständen von PBS in den USA ausgestrahlt. Vom 30. März 2020 bis zum 7. Dezember 2020 wurde die zweite Staffel mit einem Umfang von 13 Folgen ebenfalls in unregelmäßigen Abständen ausgestrahlt. Eine dritte Staffel wurde angekündigt.

## Synchronisation
| Rolle                  | Originalsprecher |
| ---------------------- | ---------------- |
| Pinkalicious Pinkerton | Kayla Erickson   |
| Peter Pinkerton        | Jaden Waldman    |
| Mrs. Pinkerton         | Molly Lloyd      |
| Mr. Pinkerton          | Jayce Bartok     |